# Zazenkai
Zazenkai est une pratique du bouddhisme zen. Il s'agit d'une période d'un ou quelques jours en méditation, assis. Il y a aussi les repas et des enseignements sur le dharma. Certains souhaitent rester sept heures en méditation dans la même journée. Ce concept est le même que pour une sesshin ou l'ango, sauf qu'il dure moins longtemps.

## Sources
- Voir le dossier d'Andrew Law: The Gateless gate and the narrow way, absolute beginners in the zen and cistercian traditions, page 50.